# Janani K. Jha
Janani Krishnan-Jha (5 de octubre de 1998), conocida anteriormente con el seudónimo J. Maya, es una cantautora estadounidense. En 2023 participó en Survivor 45, la temporada número 45 de la serie de competencia de telerrealidad estadounidense Survivor. Influenciada por la mitología grecorromana, el lanzamiento de su sencillo debut en 2021, "Achilles Heel", generó muchas reproducciones. Su EP debut, Poetic License, recibió críticas positivas de los medios de comunicación en 2022. En 2024, lanzó su álbum debut, The Rest of the Laurels, con una novela corta adjunta Katathon.

## Primeros años y educación
Krishnan-Jha nació en Estados Unidos de padres indios tamiles. Creció en el Área de la Bahía de San Francisco, donde asistió a la escuela secundaria San Mateo. Allí, fue capitana del Equipo de Juicio Simulacro, presidenta del Modelo de Naciones Unidas, fundadora y presidenta del Club de Debate y Oratoria, presidenta/directora estudiantil del coro, miembro ejecutivo del Equipo de Liderazgo del Renacimiento y presidenta de publicidad del Club de Escritura. En 2015, recibió el Premio Nacional Scholastic en Escritura, que aceptó en el Carnegie Hall. También trabajó como pasante para la miembro de la Cámara de Representantes de los Estados Unidos Jackie Speier (D - CA) mientras asistía a la escuela secundaria.
En 2016, Krishnan-Jha compitió en el Campeonato Mundial O. Henry Pun-Off en Austin, Texas. Fue nombrada MVP (Most Valuable Punster) de la competición. Poco después, comenzó a asistir a la Universidad Harvard, donde se desempeñó como representante estudiantil del servicio público para Dunster House. Se graduó en 2020 con una licenciatura cum laude en psicología. En 2023 declaró que había sido aceptada en la Escuela de Derecho Harvard, pero rechazó la oferta para concentrarse en su carrera como cantante.

## Carrera
En 2021, Krishnan-Jha lanzó su primer sencillo, "Achilles Heel", que recibió más de 150.000 reproducciones en distintas plataformas en los primeros tres días de su lanzamiento. Lanzó el sencillo bajo el seudónimo "J. Maya" en el que la letra "J" es la inicial de su nombre "Janani" y "Maya" en sánscrito significa "ilusión o magia" ya que la música para ella era "100% fantasía, mi escape".
El primer EP de Krishnan-Jha, Poetic License, se lanzó en 2022. El EP generó cuatro sencillos: "Library Card", "Sunday Crossword", "Machine Learning" y "Three Specters". Poetic License, así como la composición de Krishnan-Jha en general, ha sido reconocida por medios como NME, Good Morning America, Uproxx, VOGUE India, Forbes, y Coup de Main, e instituciones musicales como The Recording Academy.
En 2023, Janani fue uno de los 18 participantes de Survivor 45, la 45.ª temporada de Survivor.  Fue eliminada en el sexto episodio, quedando en el puesto 13 y perdiendo su lugar en el jurado.
En 2024, abandonó su nombre artístico porque "quería aportar un poco de mí" a la música. Krishnan-Jha lanzó su álbum debut, The Rest of the Laurels, un álbum conceptual inspirado en la mitología grecorromana, donde cada pista representa un mito. También escribió una novela complementaria, Katathon, que describe los nueve niveles del infierno según el Infierno de Dante. Cada capítulo de Katathon estaba vinculado con una canción del álbum de Krishnan-Jha, The Rest of the Laurels.

## Estilo musical e influencias
Krishnan-Jha cita la literatura occidental y la mitología grecorromana como influencias en su música. También enumera a los artistas pop Ariana Grande, Beyoncé, Katy Perry y Taylor Swift como sus influencias musicales favoritas. Su estilo musical mezcla elementos del jazz con la música carnática del sur de la India.

## Discografía

### Álbumes de estudio
- The Rest of the Laurels (2024)

### EPs
- Poetic Licence (2022)
- Epic: The Wisdom Saga (2024) - como Afrodita en "God Games"[19]

### Sencillos
- "Achilles Heel" (2021)
- "Thanatos (End of Us)" (2021)
- "Ms. Protagonist" (2021)
- "Library Card" (2021)
- "Golden Age" (2022)
- "Sunday Crossword" (2022)
- "Machine Learning" (2022)
- "Slow Burn" (2023)
- "The Maze" (2023)
- "Hellbent" (2023)
- "Gladiators" (2024)
- "Royal We" (2024)